# Clemens Martin Auer

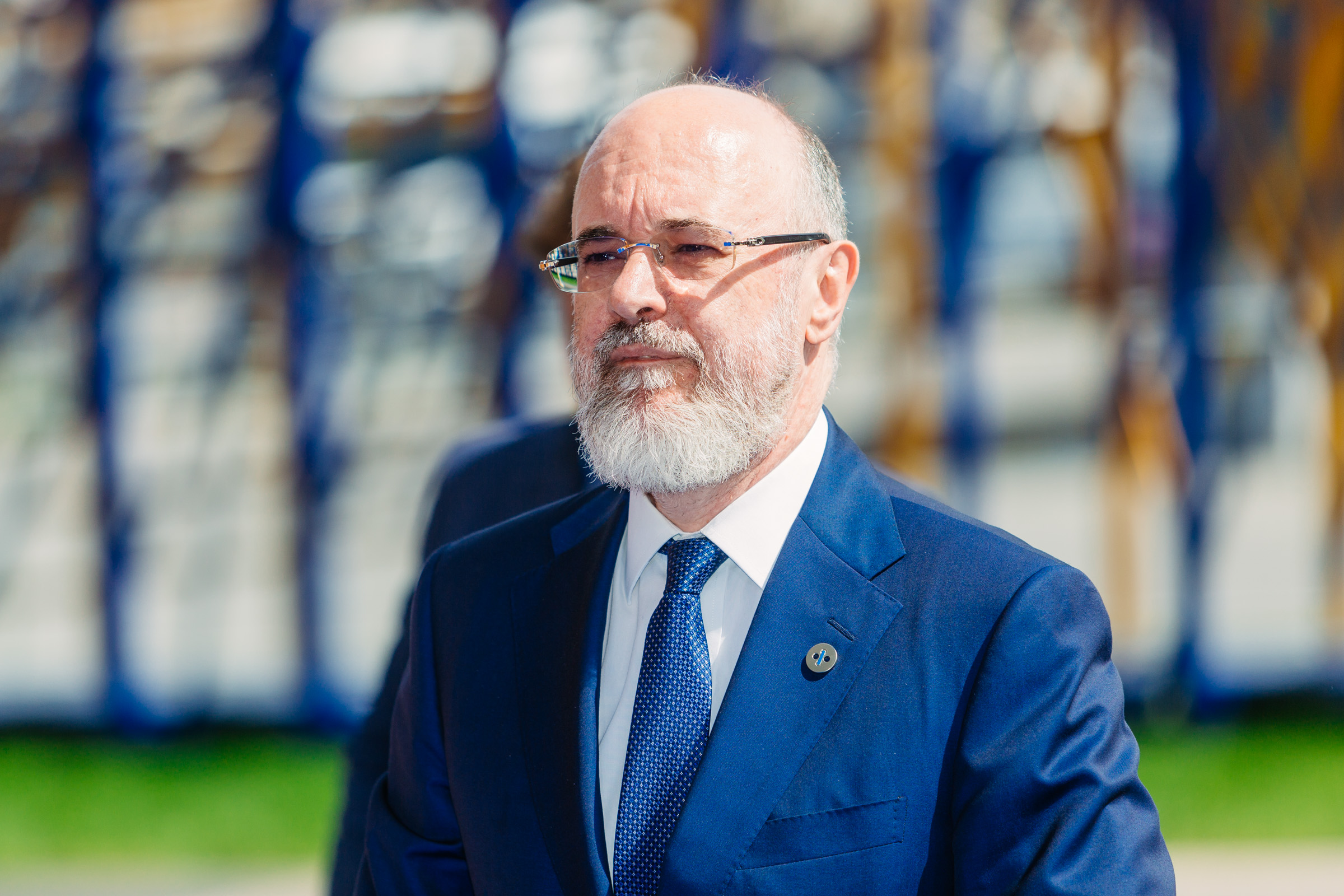
Clemens-Martin Auer (2017)

Clemens Martin Auer (* 5. Mai 1957 in Miesenbach in Niederösterreich) ist ehemaliger Sektionschef und Sonderbeauftragter für internationale Angelegenheiten im österreichischen Bundesministerium für Gesundheit.

## Leben
Auer studierte Philosophie und Politikwissenschaften an der Universität Wien und dissertierte 1991 mit einer Arbeit zu Freiheit und Katholizismus bei Norbert Leser.
Von 1993 bis 2003 war er zunächst unter Vizekanzler Erhard Busek und später unter Bundeskanzler Wolfgang Schüssel Leiter der Politischen Abteilung der Österreichischen Volkspartei (ÖVP), danach Kabinettschef von Gesundheitsministerin Maria Rauch-Kallat (ÖVP) im Bundesministerium für Gesundheit und Frauen (BMGF). Als Sektionschef leitete er von 2005 bis 2018  die Sektion I (Gesundheitssystem, Zentrale Koordination) im Bundesministerium für Gesundheit. In dieser Funktion war er von 2006 bis 2009 Vorsitzender des Lenkungsausschusses der Arbeitsgemeinschaft ELGA (Elektronischer Gesundheitsakt), seit Dezember 2009 Vorsitzender des Koordinierungsausschusses der ELGA GmbH; als Eigentümervertreter der Republik Mitglied der Generalversammlungen der Agentur für Gesundheit- und Ernährungssicherheit AGES sowie der Gesundheit Österreich GmbH und von Mai 2012 bis 2018 von den Mitgliedsstaaten gewählter Vorsitzender des eHealth Networks der Europäischen Union, einem Zusammenschluss der zuständigen Behördenleiter zur Verbreitung von eHealth in Europa. Auer war bis September 2018 Geschäftsführer der Bundesgesundheitsagentur (Bundesgesundheitskommission und Bundeszielsteuerungskommission) und Vorsitzender des Fonds zur Finanzierung der Privatkrankenanstalten PRIKRAF. Als Sektionschef im Gesundheitsministerium galt er bis 2018 als zentraler Sponsor und Architekt aller maßgebenden strukturpolitischen Reformen im österreichischen Gesundheitssystem. Sein vorläufig letztes Reformwerk ist das im Juni 2017 vom Parlament beschlossene Primärversorgungsgesetz, mit dem eine interdisziplinäre und multiprofessionelle medizinische Basisversorgung gesichert werden soll.
Mit der 2018 erfolgten Zusammenlegung des Gesundheits- mit dem Sozialministerium durch die Ministerin Beate Hartinger-Klein (FPÖ) wurde Auer zum Sonderbeauftragten für Gesundheit ernannt. 
Im September 2018 wurde er vom europäischen Regionalkomitee der WHO für die Periode 2019 bis 2022 in den Exekutivrat der Weltgesundheitsorganisation in Genf entsandt. Im Juni 2021 wurde er zum Stellvertretenden Vorsitzenden des Exekutivrates der Weltgesundheitsorganisation gewählt. Auf seine Initiative wurde im Juni 2022 auf Grund der Erfahrungen mit der COVID-Pandemie zur besseren Koordination der Aktivitäten des WHO-Generaldirektors mit den Mitgliedsstaaten ein Standing Committee on Health Emergency, Prevention, Preparedness and Response (SCHEPPR) eingerichtet. Auer ist von 2022 bis 2024 Mitglied des Advisory Boards des WHO-Kobe-Institutes in Kobe, Japan.
Auer ist seit 2017 Präsident des European Healthforum Gastein, einer interdisziplinären europäischen Gesundheitskonferenz, an der die Europäische Kommission, die WHO und das österreichische Gesundheitsministerium beteiligt sind.
Clemens Martin Auer war zwischen Juni 2020 bis zum 15. März 2021 als Sonderbeauftragter federführend für die Beschaffung von COVID-19-Impfstoffen in der Europäischen Union und Österreich verantwortlich. Als Co-Vorsitzender des Lenkungsausschusses gehörte Auer zur Verhandlungsgruppe der EU-Mitgliedsstaaten, die gemeinsam mit der Europäischen Kommission für die Beschaffung von Impfstoffen für die Mitgliedsländer der EU verantwortlich war. Nach massiven Meinungsunterschieden mit Bundeskanzler Sebastian Kurz über die Anzahl an zu beschaffenden Dosen von Impfstoffen hat Gesundheitsminister Rudolf Anschober die Zurücklegung dieser Funktionen von Clemens Martin Auer als österreichischer Vertreter im EU-Impfgremium angenommen. Auer blieb bis zu seiner Pensionierung Ende Mai 2022 Sonderbeauftragter für internationale Angelegenheiten des Gesundheitsministeriums.
Am 6. Oktober 2022 wurde berichtet, dass Clemens Martin Auer neuerlich für das österreichische Gesundheitsministerium tätig werde: Er würde längstens bis Ende 2023 den Führungskräften des Ressorts als Konsulent zur Verfügung stehen, aber keine Tätigkeit nach außen verrichten.
Auer wurden für seine besonderen Verdienste das Große Silberne Ehrenzeichen mit Stern für Verdienste um die Republik Österreich (2014) und der Goldene Ehrenring der Österreichischen Sozialversicherung (2018) verliehen.
Er ist Mitglied der katholischen Studentenverbindungen K.Ö.St.V. Asciburgia Oberschützen (seit 1972) im MKV, KÖHV Carolina Graz (seit 1978) und KaV Norica Wien (seit 1983) im ÖCV.